# Bruno Spengler
Bruno Spengler (* 23. August 1983 in Schiltigheim, Frankreich) ist ein kanadischer Automobilrennfahrer. Von 2005 bis 2019 fuhr er in der DTM, bis 2011 für Mercedes-Benz, ab 2012 für BMW. In den Jahren 2006 und 2007 gewann er den Vizemeistertitel dieser Serie, 2012 wurde er DTM-Champion.

## Karriere

### Anfänge im Motorsport (1993–2004)
Wie die meisten Motorsportler begann Spengler seine Karriere im Kartsport, in dem er von 1993 bis 2000 aktiv war. Obwohl seine Familie nach Kanada zog, als er drei Jahre alt war und er dementsprechend in Kanada zur Schule ging, betrieb er Motorsport sowohl in Kanada als auch in Frankreich. Unter anderem gewann Spengler 2000 die französische Elite-Meisterschaft. 2001 wechselte er in den Formelsport und startete für Graff Racing sowohl in der französischen Formel Renault, in der er mit einem Sieg den fünften Gesamtrang belegte, als auch im Formel Renault 2.0 Eurocup, in dem er mit einem Rennsieg Neunter wurde. 2002 ging Spengler zu Jenzer Motorsport, für die er in der deutschen Formel Renault und im Formel Renault 2.0 Eurocup startete. In der deutschen Formel Renault wurde er mit drei Siegen hinter Christian Klien Vizemeister vor seinem Teamkollegen Esteban Guerrieri. Im Formel Renault 2.0 Eurocup gelang ihm zwar kein Rennsieg, aber er verbesserte sich dennoch auf den achten Platz in der Gesamtwertung. Ein Saisonhöhepunkt war die Teilnahme an der FranAm Formel Renault, in der er mit sechs Siegen aus sieben Rennen dominant den Meistertitel gewann.
2003 wechselte Spengler in die neugegründete Formel-3-Euroserie zum französischen Rennstall ASM. Verletzungsbedingt nahm er an den ersten drei Rennwochenenden nicht teil. Als beste Platzierung erreichte er einen zweiten Platz und belegte am Saisonende den zehnten Gesamtrang. 2004 bestritt er seine zweite Saison in der Formel-3-Euroserie für Mücke Motorsport und wurde Teamkollege von Robert Kubica. Spengler hielt überwiegend nicht mit seinem Teamkollegen mit und belegte am Saisonende mit einem dritten Platz als bestes Resultat den elften Gesamtrang, während Kubica mit fast doppelt so viel Punkten Siebter wurde.

### DTM (seit 2005)

#### Persson Motorsport (2005)
2005 verließ Spengler den Formelsport und wechselte in den Tourenwagensport in die DTM. Als Teamkollege von Jamie Green startete er für Persson Motorsport in einem Vorjahreswagen von Mercedes-Benz. Nachdem er einen schwachen Saisonstart gehabt hatte, erzielte er als Sechster beim neunten Saisonrennen auf dem EuroSpeedway Lausitz seine ersten Punkte in der DTM. Am Ende seiner ersten Saison belegte er den 16. Gesamtrang.

#### HWA (2006–2011)

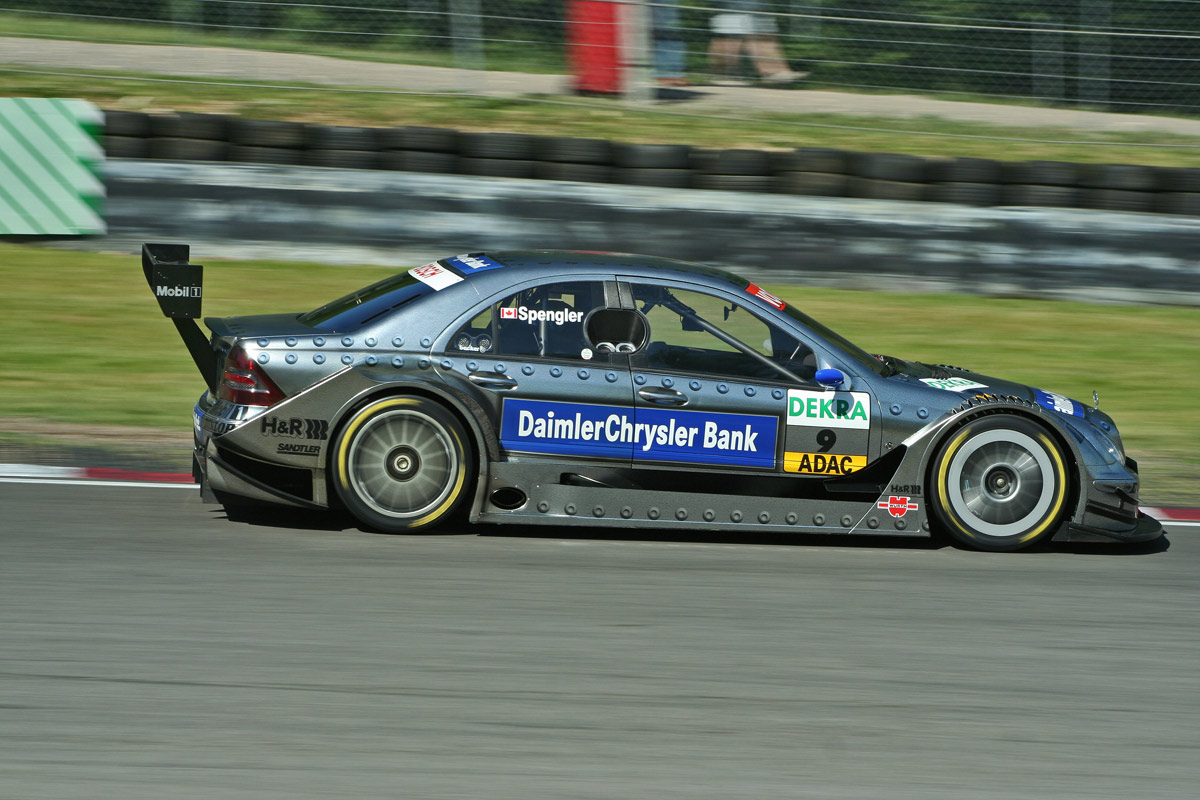
Spengler im DTM-Mercedes-Benz der Saison 2006

2006 wechselte er ins Mercedes-Benz-Werksteam HWA, das in dieser Saison neben Spengler noch Green, Bernd Schneider und Mika Häkkinen einsetzte, und erhielt einen aktuellen Rennwagen. Nur beim Saisonauftakt in Hockenheim erzielte er keine Punkte. Nach einem zweiten Platz in Oschersleben gewann er auf dem Norisring sein erstes DTM-Rennen. Weitere Siege folgten auf dem Nürburgring, in Le Mans und beim Saisonfinale in Hockenheim. Obwohl kein anderer Pilot mehr als zwei Rennen für sich entschied, musste sich Spengler am Saisonende mit 63 Punkten seinem Teamkollegen Schneider, der 71 Punkte erzielt hatte, geschlagen geben.
2007 bestritt Spengler seine dritte Saison in der DTM für HWA, das in dieser Saison mit derselben Fahrerbesetzung wie im Vorjahr antrat. Nachdem er in den ersten beiden Rennen keine Punkte erzielt hatte, kam er im weiteren Saisonverlauf immer unter die besten fünf Piloten. Am Norisring konnte er das Rennen erneut für sich entscheiden. Am Saisonende verlor er als bester Mercedes-Benz-Pilot mit nur drei Punkten Differenz den Meistertitel gegen den Audi-Piloten Mattias Ekström, der wie Spengler auch nur ein Rennen gewonnen hatte, und wurde zum zweiten Mal Vizemeister der DTM.

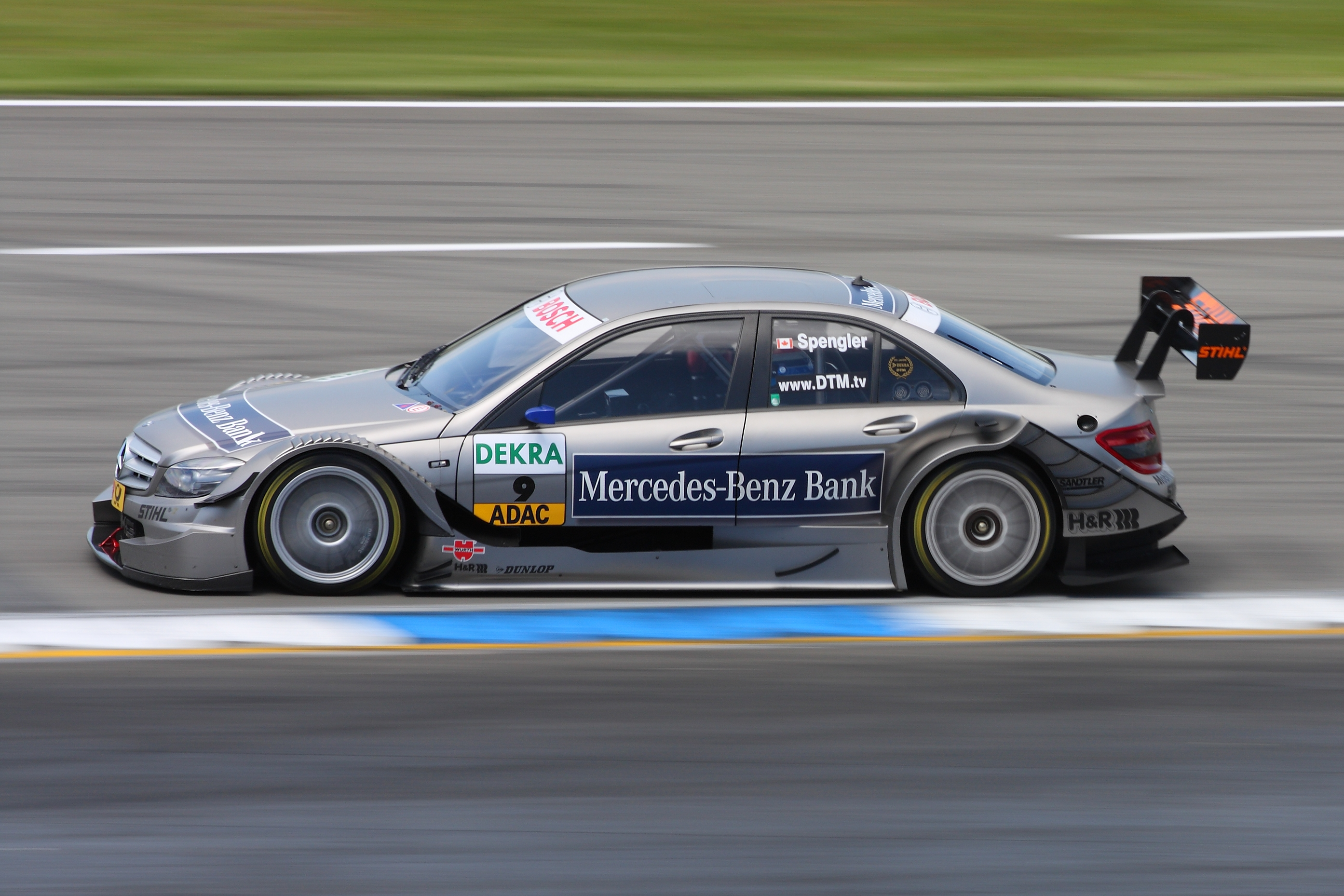
Spengler beim Saisonauftakt 2009 auf dem Hockenheimring

2008 blieb Spengler erneut bei HWA und erhielt mit Paul di Resta, der als Ersatz für Häkkinen verpflichtet wurde, einen neuen Teamkollegen. Im Vergleich zu den Vorjahren gewann Spengler in dieser Saison keine Rennen und musste sich mit einem zweiten Platz auf dem Norisring als bestes Resultat zufriedengeben. Am Saisonende belegte er als drittbester Mercedes-Pilot hinter di Resta und Green den fünften Gesamtrang.
Im folgenden Jahr folgte eine weitere DTM-Saison, in der Spengler ohne Sieg blieb. Er startete erneut für HWA, das für diese Saison Schneider und Green durch Gary Paffett und Ralf Schumacher ersetzt hatte. Mit drei Podest-Platzierungen verbesserte er sich zum Saisonende auf den vierten Gesamtrang. Wie im Vorjahr war er, diesmal hinter Paffett und di Resta, drittbester Mercedes-Benz-Pilot.
2010 bestritt Spengler für HWA seine sechste DTM-Saison. Mit zwei zweiten Plätzen am Saisonbeginn übernahm er nach dem zweiten Rennen die Führung in der Fahrerwertung. Beim dritten Rennen auf dem EuroSpeedway Lausitz behauptete er seine Meisterschaftsführung mit seinem ersten Sieg seit fast drei Jahren. Auf dem Nürburgring folgte ein weiterer Sieg. Nach einem Ausfall beim neunten Rennen musste er die Führung zwischenzeitlich an seinen Teamkollegen di Resta abgeben. Ein Rennen später übernahm er erneut die Führung und führte die Fahrerwertung vor dem letzten Rennen in Shanghai an. Nachdem er im Qualifying nur 17. geworden war, kam er im Rennen auf dem 13. Platz ins Ziel. Da sein Teamkollege Paffett das Rennen gewann und di Resta Zweiter wurde, verlor er den Meistertitel an di Resta und wurde hinter Paffett Dritter in der Meisterschaft.
2011 blieb Spengler bei HWA. Mit einem Sieg beim Saisonauftakt in Hockenheim startete Spengler in die Saison. Auf dem Norisring folgte sein zweiter Saisonsieg. Er beendete insgesamt fünf Rennen auf dem Podest. Nachdem er die Meisterschaft eine halbe Saison angeführt hatte, schloss er sie schlussendlich als bester Mercedes-Pilot auf dem dritten Platz ab. Außerdem gewann er ein DTM-Showrennen im Olympiastadion München.

#### Schnitzer Motorsport (2012–2014)

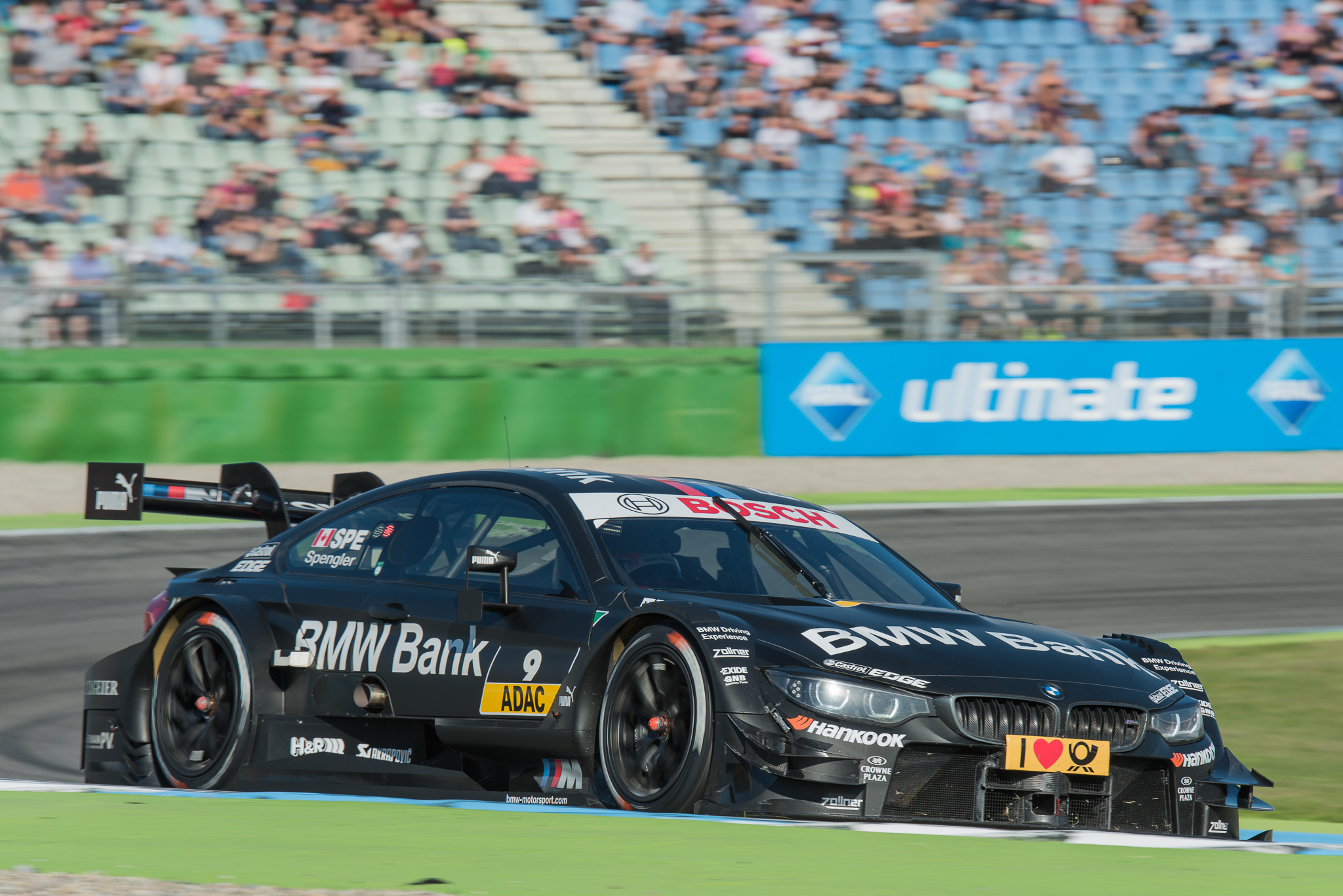
Bruno Spengler in der DTM in Hockenheim 2014

Nach sieben Jahren bei Mercedes wechselte Spengler 2012 zum DTM-Rückkehrer BMW. Er fuhr für Schnitzer Motorsport, sein Teamkollege war der DTM-Neuling Dirk Werner. Beim zweiten Saisonrennen auf dem EuroSpeedway Lausitz gewann er erstmals für BMW. Es war zudem der erste Sieg für BMW in der „neuen“ DTM, die seit 2000 ausgetragen wird. Nach zwei weiteren Podest-Platzierungen folgten auf dem Nürburgring und in Oschersleben weitere Siege. Als Gesamtzweiter ging Spengler ins Saisonfinale in Hockenheim. Spengler gewann dieses Rennen und erzielte damit seinen ersten DTM-Gesamtsieg. Mit 149 zu 145 Punkten setzte er sich knapp gegen Mercedes-Pilot Paffett, der bis zum Saisonfinale durchgängig in Führung lag, durch.
2013 trat Spengler als Titelverteidiger erneut für Schnitzer mit Werner als Teamkollege an. Nach einem zweiten Platz in Brands Hatch gewann Spengler das dritte Saisonrennen in Spielberg. Mit einem dritten Platz gelang ihm eine weitere Podest-Platzierung. Spengler wurde Dritter in der Gesamtwertung und damit einen Platz hinter Augusto Farfus zweitbester BMW-Fahrer.
2014 bestritt Spengler seine dritte Saison für Schnitzer in der DTM. Mit Martin Tomczyk bekam er einen Ex-Meister als Teamkollegen an die Seite gestellt. Er erzielte zwei Podest-Platzierungen und beendete die Saison auf dem elften Platz im Gesamtklassement. Damit lag er erstmals seit seiner Debütsaison 2005 nicht unter den ersten Fünf in der Fahrerwertung.

#### Team MTEK (2015–2016)
2015 wechselte Spengler innerhalb der BMW-Teams zu MTEK, wo er Teamkollege von Timo Glock wurde. Als Startnummer wählte er die 7. Als bester BMW-Pilot und bester Fahrer ohne Sieg erreichte er den fünften Gesamtrang. Darüber hinaus startete er für BMW-Teams zu einzelnen Rennen der ADAC GT Masters, Blancpain Endurance Series und der United SportsCar Championship (USCC).
In der DTM-Saison 2016 blieb Spengler – nun mit Augusto Farfus – bei MTEK. Mit einem dritten Platz als bestes Ergebnis schloss er die Saison auf dem 15. Platz der Fahrerwertung ab.

#### Racing Bart Mampaey (2017–2018)
Nachdem sich MTEK im Zuge der Verringerung der Fahrzeuge von acht auf sechs Fahrzeuge pro Hersteller aus der DTM verabschiedet hatte, wechselte Spengler zur Saison 2017 zu Racing Bart Mampaey als Teamkollege von Tom Blomqvist und Maxime Martin. Im Samstagsrennen von Mogyoród gelang ihm als Dritter seine erste Podiumsplatzierung der Saison und am Norisring sein erster Laufsieg seit über vier Jahren. In Wolokolamsk fuhr er ein weiteres Mal als Drittplatzierter auf das Podest. Die Saison beendete er mit 75 Punkten auf dem 13. Rang der Gesamtwertung.
2018 blieb Spengler bei Mampaey. Mit Philipp Eng und Joel Eriksson erhielt er zwei Debütanten als neue Teamkollegen. Beim Samstagsrennen auf dem Nürburgring erzielte er als Zweiter seinen einzigen Podestplatz in diesem Jahr. Er belegte den zwölften Platz in der Fahrerwertung.

#### Reinhold Motorsport (2019)
Zur DTM-Saison 2019 wechselte Spengler innerhalb der BMW-Teams zu Reinhold Motorsport und wurde dort Teamkollege von Timo Glock und Marco Wittmann. In Nürnberg (Norisring) gelang ihm am Sonntag sein erster Saisonsieg. Nach acht von 18 Wertungsläufen, in denen er sich stets in den Punkterängen klassifizieren konnte, belegte er den vierten Rang der Gesamtwertung. Nach zwei punktelosen Läufen in Assen und Brands Hatch belegte Spengler gegen Ende auf Platz neun der Gesamtwertung mit 106 Punkten. Teamintern verlor Spengler das Duell gegen Marco Wittmann mit 106 zu 202 Punkten.
Nach der Saison 2019 wurde bekanntgegeben, dass Spengler ab der DTM-Saison 2020 nicht mehr im „Kader“ des BMW-Teams stehen wird und somit die DTM nach 15 Jahren verließ.

#### 2020 bis 2024 – Intermezzos in anderen Serien
Zur Saison 2020 wechselte Spengler zur IMSA-Rennserie in die USA und fuhr verschiedene Rennen mit BMW-Fahrzeugen. So wurde er mit seinen Teamkollegen 5. beim 24-Stunden-Rennen von Daytona in der Klasse GTLM – im Gesamtklassement war es der 17. Platz. Zur Saison 2021 fuhr er erneut in der IMSA-Rennserie auf BMW sowie einige Rennen in Italien. Seit 2022 fährt Spengler in der FIA ETCR-Rennserie auf Romeo Ferraris, jedoch wurde die Serie nach 2022 nicht mehr fortgeführt.
Im Jahr 2024 wechselte Spengler in die japanische Super GT und wird dort als BMW-Werksfahrer neben Seiji Ara und Niklas Krütten, die beide jeweils den anderen BMW pilotieren werden, an den Start gehen.

#### Seit 2025 – „Pilote Officiel“ bei Bugatti
Obwohl Spengler noch im November 2024 zum Leiter des BMW-Nachwuchsprogramms ernannt worden war, wurde am 3. Februar 2025 bekanntgegeben, dass Spengler nach 13 Jahren bei BMW den bayrischen Rennstall verlassen wird und zu Bugatti wechseln wird. Dort wird er den Posten als „Bugatti Pilote Officiel“ annehmen, wo er „eine wichtige Rolle bei der Repräsentation der Marke bei exklusiven Veranstaltungen spielen, sein Fachwissen mit Kunden von Bugatti weltweit teilen, die außergewöhnliche Leistung der Hypersportwagen der Marke demonstrieren und die Entwicklungsarbeit in einer neuen Ära von Bugatti unterstützen, die mit der Vorstellung des Tourbillon im Juni in Molsheim begann“.

„Wenn sich die Gelegenheit bietet, für eine Marke wie Bugatti zu arbeiten, zögert man nicht lange - für mich ist es die prestigeträchtigste Marke der Welt [...] ein Kindheitstraum wird wahr, eine einmalige Chance. Als Kind habe ich stundenlang Auto-Quartett gespielt - die stärkste Karte war immer der Bugatti EB110. Damit begann meine Leidenschaft für die Marke.“

## Statistik

### Karrierestationen
| - 1993–2000: Kartsport - 2001: Französische Formel Renault (Platz 5) - 2001: Formel Renault 2.0 Eurocup (Platz 9) - 2002: Nordamerikanische Formel Renault (Meister) - 2002: Deutsche Formel Renault (Platz 2) - 2002: Formel Renault 2.0 Eurocup (Platz 8) - 2003: Formel-3-Euroserie (Platz 10) - 2004: Formel-3-Euroserie (Platz 11) - 2005: DTM (Platz 16) | - 2006: DTM (Platz 2) - 2007: DTM (Platz 2) - 2008: DTM (Platz 5) - 2009: DTM (Platz 4) - 2010: DTM (Platz 3) - 2011: DTM (Platz 3) - 2012: DTM (Meister) - 2013: DTM (Platz 3) - 2014: DTM (Platz 11) | - 2015: DTM (Platz 5) - 2015: Blancpain Endurance Series, Pro (Platz 25) - 2015: USCC, GTLM (Platz 21) - 2015: ADAC GT Masters (Platz 25) - 2016: DTM (Platz 15) - 2017: DTM (Platz 13) - 2018: DTM (Platz 12) - 2019: DTM |

### Einzelergebnisse in der Formel-3-Euroserie
| Saison | Team             | 1   | 2   | 3   | 4   | 5   | 6   | 7   | 8   | 9   | 10  | 11  | 12  | 13  | 14  | 15  | 16  | 17  | 18  | 19  | 20  | Punkte | Pos. |
| ------ | ---------------- | --- | --- | --- | --- | --- | --- | --- | --- | --- | --- | --- | --- | --- | --- | --- | --- | --- | --- | --- | --- | ------ | ---- |
| 2003   | ASM F3           | HO1 | HO1 | ADR | ADR | PAU | PAU | NOR | NOR | LMS | LMS | NÜR | NÜR | SPI | SPI | ZAN | ZAN | HO2 | HO2 | MAG | MAG | 34     | 10.  |
| 2003   | ASM F3           |     |     |     |     |     |     | 19* | DNF | 11  | 3   | 16  | 4   | 3   | 7   | 2   | DNF | 6   | 5   | DNF | 21  | 34     | 10.  |
| 2004   | Mücke Motorsport | HO1 | HO1 | EST | EST | ADR | ADR | PAU | PAU | NOR | NOR | MAG | MAG | NÜR | NÜR | ZAN | ZAN | BRN | BRN | HO2 | HO2 | 27     | 11.  |
| 2004   | Mücke Motorsport | 7   | DNF | 10  | 10  | 7   | 20  | 6   | DNF | 8   | 6   | 5   | 3   | 9   | 7   | 13  | 11  | 11  | 5   | 21* | 9   | 27     | 11.  |

| Legende  | Legende            | Legende                                                          |
| Farbe    | Abkürzung          | Bedeutung                                                        |
| -------- | ------------------ | ---------------------------------------------------------------- |
| Gold     | –                  | Sieg                                                             |
| Silber   | –                  | 2. Platz                                                         |
| Bronze   | –                  | 3. Platz                                                         |
| Grün     | –                  | Platzierung in den Punkten                                       |
| Blau     | –                  | Klassifiziert außerhalb der Punkteränge                          |
| Violett  | DNF                | Rennen nicht beendet (did not finish)                            |
| Violett  | NC                 | nicht klassifiziert (not classified)                             |
| Rot      | DNQ                | nicht qualifiziert (did not qualify)                             |
| Rot      | DNPQ               | in Vorqualifikation gescheitert (did not pre-qualify)            |
| Schwarz  | DSQ                | disqualifiziert (disqualified)                                   |
| Weiß     | DNS                | nicht am Start (did not start)                                   |
| Weiß     | WD                 | zurückgezogen (withdrawn)                                        |
| Hellblau | PO                 | nur am Training teilgenommen (practiced only)                    |
| Hellblau | TD                 | Freitags-Testfahrer (test driver)                                |
| ohne     | DNP                | nicht am Training teilgenommen (did not practice)                |
| ohne     | INJ                | verletzt oder krank (injured)                                    |
| ohne     | EX                 | ausgeschlossen (excluded)                                        |
| ohne     | DNA                | nicht erschienen (did not arrive)                                |
| ohne     | C                  | Rennen abgesagt (cancelled)                                      |
| ohne     | keine WM-Teilnahme |                                                                  |
| sonstige | P/fett             | Pole-Position                                                    |
| sonstige | 1/2/3/4/5/6/7/8    | Punktplatzierung im Sprint-/Qualifikationsrennen                 |
| sonstige | SR/kursiv          | Schnellste Rennrunde                                             |
| sonstige | *                  | nicht im Ziel, aufgrund der zurückgelegten Distanz aber gewertet |
| sonstige | ()                 | Streichresultate                                                 |
| sonstige | unterstrichen      | Führender in der Gesamtwertung                                   |

### Le-Mans-Ergebnisse
| Jahr | Team                 | Fahrzeug       | Teamkollege | Teamkollege  | Platzierung | Ausfallgrund |
| ---- | -------------------- | -------------- | ----------- | ------------ | ----------- | ------------ |
| 2020 | ByKolles Racing Team | ENSO CLM P1/01 | Oliver Webb | Tom Dillmann | Ausfall     | Unfall       |

### Sebring-Ergebnisse
| Jahr | Team         | Fahrzeug    | Teamkollege         | Teamkollege  | Platzierung | Ausfallgrund |
| ---- | ------------ | ----------- | ------------------- | ------------ | ----------- | ------------ |
| 2016 | BMW Team RLL | BMW M6 GTLM | Bill Auberlen       | Dirk Werner  | Rang 11     |              |
| 2020 | BMW Team RLL | BMW M8 GTE  | Connor De Phillippi | Colton Herta | Rang 15     |              |
| 2021 | BMW Team RLL | BMW M8 GTE  | Connor De Phillippi | Philipp Eng  | Rang 9      |              |

### Statistik in der DTM
Diese Statistik umfasst alle Teilnahmen des Fahrers an der DTM.

#### Gesamtübersicht
Stand: 7. Juli 2019
| Saison | Team               | Hersteller | Fahrzeug                       | Rennen | Siege | Zweiter | Dritter | Poles | schn. Rennrunden | Punkte | Pos. |
| ------ | ------------------ | ---------- | ------------------------------ | ------ | ----- | ------- | ------- | ----- | ---------------- | ------ | ---- |
| 2005   | Persson Motorsport | Mercedes   | DTM AMG Mercedes C-Klasse 2004 | 11     | –     | –       | –       | –     | –                | 5      | 16.  |
| 2006   | HWA                | Mercedes   | DTM AMG Mercedes C-Klasse 2006 | 10     | 4     | 1       | –       | 2     | 4                | 63     | 2.   |
| 2007   | HWA                | Mercedes   | DTM AMG Mercedes C-Klasse 2007 | 10     | 1     | 2       | 1       | 3     | 3                | 47     | 2.   |
| 2008   | HWA                | Mercedes   | DTM AMG Mercedes C-Klasse 2008 | 11     | –     | 1       | 1       | 1     | 1                | 38     | 5.   |
| 2009   | HWA                | Mercedes   | DTM AMG Mercedes C-Klasse 2009 | 10     | –     | 2       | 1       | 1     | –                | 41     | 4.   |
| 2010   | HWA                | Mercedes   | DTM AMG Mercedes C-Klasse 2009 | 11     | 2     | 4       | 2       | –     | 1                | 66     | 3.   |
| 2011   | HWA                | Mercedes   | DTM AMG Mercedes C-Klasse 2009 | 10     | 2     | 2       | 1       | 4     | 2                | 51     | 3.   |
| 2012   | BMW Team Schnitzer | BMW        | BMW M3 DTM                     | 10     | 4     | 1       | 1       | 3     | 2                | 149    | 1.   |
| 2013   | BMW Team Schnitzer | BMW        | BMW M3 DTM                     | 10     | 1     | 1       | 1       | 2     | –                | 82     | 3.   |
| 2014   | BMW Team Schnitzer | BMW        | BMW M4 DTM                     | 10     | –     | 1       | 1       | –     | –                | 42     | 11.  |
| 2015   | BMW Team MTEK      | BMW        | BMW M4 DTM                     | 18     | –     | 2       | 4       | 1     | –                | 123    | 5.   |
| 2016   | BMW Team MTEK      | BMW        | BMW M4 DTM                     | 18     | –     | –       | 1       | –     | –                | 51     | 15.  |
| 2017   | BMW Team RBM       | BMW        | BMW M4 DTM                     | 18     | 1     | –       | 2       | 1     | 1                | 75     | 13.  |
| 2018   | BMW Team RBM       | BMW        | BMW M4 DTM                     | 20     | –     | 1       | –       | –     | –                | 85     | 12.  |
| 2019   | BMW Team RMG       | BMW        | BMW M4 DTM                     | 18     | 1     | 1       | –       | –     | –                | 106    | 9.   |
| Gesamt | Gesamt             | Gesamt     | Gesamt                         | 195    | 16    | 19      | 16      | 18    | 14               | 1024   |      |

#### Einzelergebnisse
| Saison | 1   | 2   | 3   | 4   | 5   | 6   | 7   | 8   | 9   | 10  | 11  | 12  | 13  | 14  | 15  | 16  | 17  | 18  | 19  | 20  |
| ------ | --- | --- | --- | --- | --- | --- | --- | --- | --- | --- | --- | --- | --- | --- | --- | --- | --- | --- | --- | --- |
| 2005   | HO1 | LA1 | SPA | BRN | OSC | NOR | NÜR | ZAN | LA2 | IST | HO2 |     |     |     |     |     |     |     |     |     |
| 2005   | 12  | 15* | DNF | 11  | 16  | 13* | 15  | 9   | 6   | 8   | 8   |     |     |     |     |     |     |     |     |     |
| 2006   | HO1 | LAU | OSC | BRH | NOR | NÜR | ZAN | BAR | LEM | HO2 |     |     |     |     |     |     |     |     |     |     |
| 2006   | 9   | 5   | 2   | 7   | 1   | 1   | 4   | 5   | 1   | 1   |     |     |     |     |     |     |     |     |     |     |
| 2007   | HO1 | OSC | LAU | BRH | NOR | MUG | ZAN | NÜR | BAR | HO2 |     |     |     |     |     |     |     |     |     |     |
| 2007   | 14  | DNF | 3   | 5   | 1   | 4   | 5   | 2   | 2   | 4   |     |     |     |     |     |     |     |     |     |     |
| 2008   | HO1 | OSC | MUG | LAU | NOR | ZAN | NÜR | BRH | BAR | LEM | HO2 |     |     |     |     |     |     |     |     |     |
| 2008   | 4   | 3   | 9   | 6   | 2   | 5   | 7   | 6   | DNF | 7   | 4   |     |     |     |     |     |     |     |     |     |
| 2009   | HO1 | LAU | NOR | ZAN | OSC | NÜR | BRH | BAR | DIJ | HO2 |     |     |     |     |     |     |     |     |     |     |
| 2009   | DNF | 2   | 2   | 5   | 6   | 6   | 6   | 5   | 3   | 7   |     |     |     |     |     |     |     |     |     |     |
| 2010   | HO1 | VAL | LAU | NOR | NÜR | ZAN | BRH | OSC | HO2 | ADR | SHA |     |     |     |     |     |     |     |     |     |
| 2010   | 2   | 2   | 1   | 3   | 1   | 7   | 2   | 2   | DNF | 3   | 13  |     |     |     |     |     |     |     |     |     |
| 2011   | HO1 | ZAN | SPI | LAU | NOR | NÜR | BRH | OSC | VAL | HO2 |     |     |     |     |     |     |     |     |     |     |
| 2011   | 1   | 2   | 4   | 3   | 1   | 2   | 7   | 13* | 7   | 9   |     |     |     |     |     |     |     |     |     |     |
| 2012   | HO1 | LAU | BRH | SPI | NOR | NÜR | ZAN | OSC | VAL | HO2 |     |     |     |     |     |     |     |     |     |     |
| 2012   | DNF | 1   | 2   | DNF | 3   | 1   | 6   | 1   | 6   | 1   |     |     |     |     |     |     |     |     |     |     |
| 2013   | HO1 | BRH | SPI | LAU | NOR | MOS | NÜR | OSC | ZAN | HO2 |     |     |     |     |     |     |     |     |     |     |
| 2013   | 5   | 2   | 1   | 7   | 6   | 19  | 14  | 21* | 13  | 3   |     |     |     |     |     |     |     |     |     |     |
| 2014   | HO1 | OSC | HUN | NOR | MOS | SPI | NÜR | LAU | ZAN | HO2 |     |     |     |     |     |     |     |     |     |     |
| 2014   | 6   | 12  | 3   | 11  | 2   | 10  | 12  | 15  | 16  | 12  |     |     |     |     |     |     |     |     |     |     |
| 2015   | HO1 | HO1 | LAU | LAU | NOR | NOR | ZAN | ZAN | SPI | SPI | MOS | MOS | OSC | OSC | NÜR | NÜR | HO2 | HO2 |     |     |
| 2015   | 11  | 9   | 11  | 19  | 5   | 3   | 5   | 3   | 15  | 15  | 3   | 2   | 2   | 10  | 19* | 3   | 19* | 8   |     |     |
| 2016   | HO1 | HO1 | SPI | SPI | LAU | LAU | NOR | NOR | ZAN | ZAN | MOS | MOS | NÜR | NÜR | HUN | HUN | HO2 | HO2 |     |     |
| 2016   | 6   | DNF | 13  | 9   | 11  | 9   | 5   | 7   | 13  | 14  | 15  | 3   | 18  | 6   | 15  | 12  | 14  | 12  |     |     |
| 2017   | HO1 | HO1 | LAU | LAU | HUN | HUN | NOR | NOR | MOS | MOS | ZAN | ZAN | NÜR | NÜR | SPI | SPI | HO2 | HO2 |     |     |
| 2017   | 12  | 9   | 14  | 16  | 3   | 14  | 13  | 12  | 12  | 31  | 14  | 10  | 13  | 4   | 12  | 16  | 10  | 14  |     |     |
| 2018   | HO1 | HO1 | LAU | LAU | HUN | HUN | NOR | NOR | ZAN | ZAN | BRH | BRH | MIS | MIS | NÜR | NÜR | SPI | SPI | HO2 | HO2 |
| 2018   | 6   | 8   | 53  | 15  | 12  | DSQ | 6   | 4   | 12  | 13  | 17  | 14  | DNF | 11  | 23  | 4   | DNF | 15  | 9   | 6   |
| 2019   | HO1 | HO1 | ZOL | ZOL | MIS | MIS | NOR | NOR | ASS | ASS | BRH | BRH | LAU | LAU | NÜR | NÜR | HO2 | HO2 |     |     |
| 2019   | 7   | 5   | 103 | 7   | 4   | 8   | 53  | 1   | 15  | DNF | 12  | DNF | 9   | 14  | 2   | 10  | 9   | 8   |     |     |

| \| Farbe \| Bedeutung \| \| ------------- \| --------------------------------------- \| \| Gold \| Sieger \| \| Silber \| 2. Platz \| \| Bronze \| 3. Platz \| \| Grün \| Platzierung in den Punkten \| \| Blau \| Klassifiziert außerhalb der Punkteränge \| \| Violett \| Rennen nicht beendet (DNF) \| \| Violett \| nicht klassifiziert (NC) \| \| Rot \| nicht qualifiziert (DNQ) \| \| Schwarz \| disqualifiziert (DSQ) \| \| Weiß \| nicht am Start (DNS) \| \| Weiß \| zurückgezogen (WD) \| \| Weiß \| Rennen abgesagt (C) \| \| ohne Farbe \| nicht am Training teilgenommen (DNP) \| \| ohne Farbe \| verletzt oder krank (INJ) \| \| ohne Farbe \| ausgeschlossen (EX) \| \| ohne Farbe \| nicht erschienen (DNA) \| \| fett \| Pole-Position \| \| kursiv \| Schnellste Rennrunde \| \| unterstrichen \| WM-Führung \| \| hochgestellt \| Platzierung im Sprintrennen \| | - Fett – Pole-Position - Kursiv – Schnellste Rennrunde - Unterstrichen – Gesamtführender - * – nicht im Ziel, aufgrund der zurückgelegten Distanz, aber gewertet - 1 – 3 Punkte für schnellste Qualifikationsrunde - 2 – 2 Punkte für zweitschnellste Qualifikationsrunde - 3 – 1 Punkt für drittschnellste Qualifikationsrunde |
| Farbe | Bedeutung |
| Gold | Sieger |
| Silber | 2. Platz |
| Bronze | 3. Platz |
| Grün | Platzierung in den Punkten |
| Blau | Klassifiziert außerhalb der Punkteränge |
| Violett | Rennen nicht beendet (DNF) |
| Violett | nicht klassifiziert (NC) |
| Rot | nicht qualifiziert (DNQ) |
| Schwarz | disqualifiziert (DSQ) |
| Weiß | nicht am Start (DNS) |
| Weiß | zurückgezogen (WD) |
| Weiß | Rennen abgesagt (C) |
| ohne Farbe | nicht am Training teilgenommen (DNP) |
| ohne Farbe | verletzt oder krank (INJ) |
| ohne Farbe | ausgeschlossen (EX) |
| ohne Farbe | nicht erschienen (DNA) |
| fett | Pole-Position |
| kursiv | Schnellste Rennrunde |
| unterstrichen | WM-Führung |
| hochgestellt | Platzierung im Sprintrennen |